# Dolmen de Luc 1
Le dolmen de Luc 1 est un dolmen situé à Palmas dans le département de l'Aveyron, en France.

## Localisation
Le dolmen est situé sur la commune de Palmas, dans le département français de l'Aveyron.

## Historique
L'édifice est inscrit au titre des monuments historiques en 1994.